# گورت ون بونینگن
گورت ون بونینگن (انگلیسی: Geurt van Beuningen; ۱ ژانویهٔ ۱۵۶۵ – ۱۴ نوامبر ۱۶۳۳) سیاستمدار اهل هلند بود. یک بازرگان هلندی دوران طلایی و شهردار آمستردام بود که یکی از بنیانگذاران کمپانی هند شرقی هلند بود.